# Recchia hirticornis
Recchia hirticornis là một loài bọ cánh cứng trong họ Cerambycidae.